# Великий, Константин Трофимович
Константин Трофимович Великий (1923—1943) — Гвардии красноармеец Рабоче-крестьянской Красной Армии, участник Великой Отечественной войны, Герой Советского Союза (1944).

## Биография
Константин Великий родился в 1923 году в Запорожье в рабочей семье. Окончил школу-семилетку, после чего поступил на учёбу в Запорожский машиностроительный техникум. После оккупации города немецкими войсками вступил в партизанский отряд, был разведчиком. В сентябре 1943 года Великий перешёл линию фронта и добровольно вступил в Рабоче-крестьянскую Красную Армию. С 17 октября 1943 года — на фронтах Великой Отечественной войны, был разведчиком 178-го гвардейского стрелкового полка 60-й гвардейской стрелковой дивизии 12-й армии 3-го Украинского фронта. Отличился во время битвы за Днепр.
В ночь с 25 на 26 октября 1943 года Великий вместе с тремя другими разведчиками переправился через Днепр на остров Хортица. Скрытно подобравшись вглубь острова, разведгруппа обнаружила огневую точку и забросала её гранатами. Группа приняла активное участие в захвате двух вражеских траншей. В бою Великий уничтожил гранатами пулемётную точку, а затем в рукопашной схватке убил четверых вражеских солдат. На следующий день противник предпринял 6 вражеских контратак на позиции советских войск. Бой несколько раз переходил в рукопашную, но все контратаки были успешно отражены. Когда закончились боеприпасы, Великий, собрав на левом фланге плацдарма всех раненых, забрасывал противника камнями. В рукопашном бою он уничтожил ещё троих солдат противника. Будучи раненым, поля боя Великий не покинул, продолжая удерживать плацдарм до подхода подкреплений.
В конце октября 1943 года 60-я гвардейская стрелковая дивизия, где служил Великий, была передана в состав 6-й армии и вновь приняла участие в битве за Днепр к югу от Запорожья. В ночь с 25 на 26 ноября 1943 года Великий принимал активное участие в освобождении сёл Разумовка и Нижняя Хортица Запорожского района Запорожской области, отражении несколько мощных вражеских контратак при поддержке тяжёлых танковых подразделений. В этих боях Великий погиб. Похоронен в братской могиле в селе Разумовка.
Указом Президиума Верховного Совета СССР от 19 марта 1944 года за «мужество, отвагу и героизм, проявленные в борьбе с немецкими захватчиками» гвардии красноармеец Константин Великий посмертно был удостоен звания Героя Советского Союза. Также посмертно был награждён орденом Ленина и медалью «Партизан Отечественной войны» 1-й степени.

## Память
В честь Великого названа улица в Запорожье. Обелиск в память о нём установлен напротив села Разумовка на автодороге Запорожье-Беленькое.